# En la ciudad sin límites
Pour plus de détails, voir Fiche technique et Distribution.
En la ciudad sin límites est un film espagnol réalisé par Antonio Hernández, sorti en 2002.

## Synopsis
Un jeune homme Victor, arrive à Paris pour retrouver sa famille qui s'est réunie autour de son père, Max, un ancien magnat aujourd'hui très malade.

## Fiche technique
- Titre : En la ciudad sin límites
- Réalisation : Antonio Hernández
- Scénario : Antonio Hernández et Enrique Brasó
- Musique : Víctor Reyes
- Photographie : Unax Mendia
- Montage : Patricia Enis et Javier Laffaille
- Production : José Velasco
- Société de production : Icónica, Patagonik Film Group et Zebra Producciones
- Pays :  Espagne et  Argentine
- Genre : Drame
- Durée : 125 minutes
- Dates de sortie : 
  -  Espagne : 1er mars 2002

## Distribution
- Leonardo Sbaraglia : Victor
- Fernando Fernán Gómez : Max
- Geraldine Chaplin : Marie
- Ana Fernández : Carmen
- Adriana Ozores : Pilar
- Leticia Brédice : Eileen
- Roberto Álvarez : Luis
- Àlex Casanovas : Alberto
- Mónica Estarreado : Beatriz
- Alfredo Alcón : Rancel
- Natacha Kucic : Isabelle
- Jorge San José : Alejandro
- Lorena López : Lorena
- Alain Chipot : Pierre
- José Luis Gil : Ignacio

## Distinctions
Le film a été nommé pour cinq prix Goya et a remporté celui du meilleur second rôle féminin pour Geraldine Chaplin et celui du meilleur scénario original.